# Fela Kuti
Fela Anikulapo Kuti o semplicemente Fela Kuti, nato Olufela Olusegun Oludotun Ransome-Kuti e anche noto con lo pseudonimo The Black President (Abeokuta, 15 ottobre 1938 – Lagos, 2 agosto 1997) è stato un rivoluzionario e musicista nigeriano.
Artista influente e molto prolifico (pubblicò circa settantasette album), Kuti viene considerato il principale artista nigeriano contemporaneo e il più grande dell'Africa nera. A lui è attribuita l'invenzione del genere musicale afrobeat, che fonde diverse espressioni di musica tradizionale africana e afroamericana come il funk, l'R&B e l'highlife e viene eseguito con un organico composto da ottoni, chitarra e percussioni usate per creare dei poliritmi.
Fela Kuti viene anche ricordato per il suo attivismo politico per i diritti umani e le lotte politiche contro il governo nigeriano.

## Biografia

### Primi anni di vita

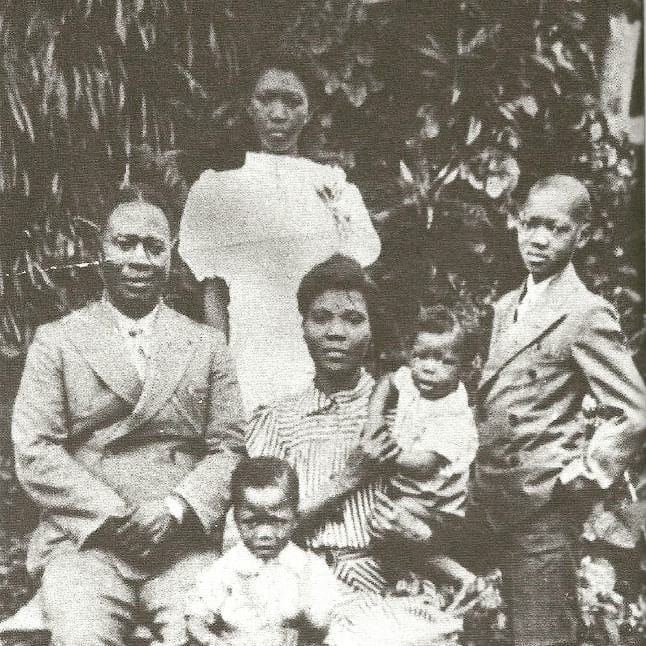
La famiglia di Fela Kuti. Il futuro artista è in basso al centro. Dietro di lui, da sinistra, vi sono suo padre Israel, la madre Funmilayo e i due fratelli Beko e Olikoye. Sullo sfondo vi è la sorella dell'artista Dolupo (ca. 1940).

Ransome Kuti nacque nel 1938 a Abeokuta, in Nigeria, da una colta famiglia della classe media di stampo nazionalista e anti-colonialista. Suo nonno era un noto compositore mentre la madre, Funmilayo Ransome-Kuti, oltre a saper suonare il pianoforte, era un'attivista femminista che passò alla storia per essere stata la prima donna nigeriana ad avere la patente di guida. Suo padre, Israel Oludotun Ransome-Kuti, fu invece il primo presidente dell'Associazione degli insegnanti nigeriani.
Da piccolo, Ransome Kuti si appassionò di musica e in particolare all'highlife, il genere che, negli anni venti, si diffuse in tutta la zona costiera del Ghana. L'incontro che ebbe con Kwame Nkrumah nel 1957 gli instillò una profonda coscienza politica.
Dopo gli studi primari nel paese d'origine, Fela si trasferì a Londra nel 1958 con l'intenzione di studiare medicina. Si iscrisse però al Trinity College of Music, dove si diplomò quattro anni dopo con la tromba. A Londra, Kuti conobbe molti musicisti di origine africana come, per esempio il chitarrista ghanese Ebo Taylor con il quale suonò spesso in quel periodo. Nel 1961, durante la sua permanenza in Inghilterra, si sposò con Remilekun (Remi) Taylor, dalla quale ebbe tre figli tra cui Femi Kuti, che seguirà le sue orme di musicista e attivista. Nello stesso periodo formò il primo nucleo dei Koola Lobitos, un complesso jazz. Durante la metà del decennio riformò il gruppo, divenuto questa volta un gruppo più eclettico dalle influenze highlife e calypso.
Nel 1969 compì un viaggio negli Stati Uniti, dove rimase affascinato dal Black Panther Party e scoprì il funk di James Brown.

### Anni settanta
Trasferitosi a Lagos, in Nigeria, nel 1970, influenzato da altri artisti come Orlando Julius, Fela fondò assieme al suo gruppo, rinominato Africa 70, la Repubblica di Kalakuta (etimologicamente, una rilettura africana di Calcutta) al contempo una comune autoproclamatasi indipendente dal governo, uno studio di registrazione e una casa per i molti sostenitori del musicista.
Fu in questo periodo che cambiò il suo secondo nome da Ransome a Anikulapo (lett. "colui che dispone della propria morte") e pubblicò alcuni dei suoi album più noti e importanti. Nel 1971 uscì Afrodisiac, contenente il primo successo dell'artista Jeun Ko Fu, mentre nel 1973 uscì Gentleman, tra gli album più apprezzati dell'artista.
La fama di cui cominciò a disporre (anche per il fatto che cantava in inglese, rendendo così accessibili i suoi testi politicamente scottanti a tutti i popoli africani) lo rese inviso alle istituzioni governative nigeriane: nel 1974 compirono una prima retata all'interno di Kalakuta. Nel 1977, in seguito all'uscita del disco di grande successo del 1976 Zombie, nel quale il musicista paragona le forze di sicurezza nigeriane a dei morti viventi privi di volontà e addestrati per sparare a comando, mille soldati invasero nuovamente la comune, incendiando gli studi e distruggendo le strutture e uccidendo numerose persone, tra cui la madre di Kuti, Frances Abigail Olufunmilayo Thomas, che venne gettata fuori da una finestra morendo qualche giorno dopo. Lo stesso musicista fu salvato appena in tempo da un pestaggio mortale a opera dei militari. Fela Kuti descriverà questo tragico evento nella sua canzone Coffin' for Head of State. Inviso al governo, Fela Kuti si allontanò temporaneamente dal suo paese per andare a vivere in Ghana.
Nonostante la stima di cui godeva nella sua comunità, Fela Kuti fu oggetto di alcune controversie: oltre alle accuse di sessismo, egotismo e razzismo, fece scalpore la sua scelta di sposare, nel 1978, primo anniversario della distruzione di Kalakuta, ventisette donne, coriste e ballerine picchiate e violentate dai militari del governo nella retata del '77, rendendole principesse della Repubblica di Kalakuta. Dopo aver divorziato da loro nel 1986, dichiarò che «nessun uomo ha il diritto di possedere la vagina di una donna».
Nel 1979 fondò un suo partito a cui diede il nome di Nigerian Movement of the People, candidandosi alle elezioni primarie, ma vedendo bocciata la sua candidatura.

### Anni ottanta
Fela Kuti cambiò nome alla sua band che divenne Egypt 80 e continuò le sue iniziative antigovernative negli anni ottanta. Nel 1984, il governo di Muhammadu Buhari, di cui Kuti era un convinto oppositore, lo imprigionò con l'accusa di contrabbando, fatto che Amnesty International e altre associazioni umanitarie denunciarono come pretestuoso e motivato da ragioni politiche. Fela Kuti fu quindi costretto a scontare cinque anni di carcere, ridotti a due grazie alla mobilitazione internazionale. Al suo rilascio divorziò dalle sue 12 mogli rimanenti, dicendo che «il matrimonio porta gelosia ed egoismo».
Nel 1989 Fela e gli Egypt 80 pubblicarono l'album anti-apartheid Beasts of No Nation che mostrava, in una controversa copertina, l'allora presidente degli Stati Uniti Ronald Reagan, il premier britannico Margaret Thatcher e il presidente sudafricano Pieter Willem Botha. Il titolo dell'album nacque da una dichiarazione dello stesso Botha stando alla quale «questa rivolta [contro il sistema dell'apartheid] farà emergere la bestia in noi.»

### Ultimi anni di vita e morte
A cavallo degli anni ottanta e novanta fece numerosi tour in Europa e negli Stati Uniti, suonando anche al Giants Stadium nel New Jersey nel 1986 al concerto di beneficenza per Amnesty International chiamato Conspiracy of Hope e dividendo il palco con Bono, Carlos Santana e i Neville Brothers.
Nel 1993, lui e quattro membri dell'organizzazione Africa 70 furono arrestati con l'accusa di omicidio. La battaglia contro la corruzione militare in Nigeria stava arrivando al culmine, soprattutto con l'ascesa di Sani Abacha.
Durante gli anni novanta, circolarono delle indiscrezioni sul fatto che il musicista avesse dei problemi di salute. Kuti morì a Lagos, all'età di cinquantotto anni, il 2 agosto del 1997, forse di AIDS. Stando alle fonti, al suo funerale a Lagos si formò un corteo di quindici chilometri, circa un milione di persone. Il New Afrika Shrine, situato a Lagos, è stato inaugurato dopo la sua morte, sotto la supervisione del figlio Femi Kuti.

## Politica
Il movimento americano Potere Nero influenzò molte delle idee politiche di Fela.
Egli era un sostenitore del panafricanismo e del socialismo, e credeva nell'idea di una repubblica africana unita e democratica.
Era un sostenitore dei diritti umani, e molte delle sue canzoni erano infatti attacchi alle dittature, in particolare i governi militari della Nigeria negli anni settanta e ottanta. Fela Kuti criticava anche i comportamenti della gente comune, colpevole, secondo lui, soprattutto le classi sociali più agiate, di piegarsi al volere della dittatura e di distruggere le antiche tradizioni africane.
La cultura africana in cui credeva ammetteva anche la poligamia. La stessa Repubblica di Kalakuta era stata fondata come luogo in cui la poligamia era in generale consentita. Va comunque notato come in materia di sessualità, Fela Kuti avesse un atteggiamento più liberale di quello tipico della cultura africana, come per esempio nella canzone Open and Close.

## Discografia

### Album in studio
- 1971 - Why Black Man Dey Suffer
- 1972 - Shakara
- 1972 - Roforofo Fight
- 1973 - Gentleman
- 1975 - Confusion
- 1975 - Everything Scatter
- 1975 - He Miss Road
- 1975 - Expensive Shit
- 1976 - Kalakuta Show
- 1977 - Zombie
- 1976 - Upside Down
- 1977 - Stalemate
- 1977 - Observation No Crime
- 1977 - No Agreement
- 1977 - Sorrow, Tears and Blood
- 1978 - Shuffering and Shmiling
- 1979 - International Thief Thief
- 1980 - Music of Many Colours (con Roy Ayers)
- 1981 - Original Sufferhead
- 1981 - Coffin for Head of State
- 1986 - Teacher Don't Teach Me Nonsense
- 1989 - Beasts of No Nation
- 1990 - Confusion Break Bones
- 1992 - Underground System
- 2008 - Lagos Baby 1963 to 1969

### Album dal vivo
- 1971 - Live!, (con Ginger Baker)
- 2012 - Live in Detroit, 1986,  2CD